# Lovro Hafner
Lovro Hafner, slovenski glasbenik, organist in skladatelj, * 10. avgust 1883, Stara Loka, † 10. junij 1963, Preska pri Medvodah.

## Življenje in delo
Rodil se je očetu Francu in materi Elizabeti (rojena Pokorn).
V Ljubljani je končal orglarsko šolo leta 1901, potem je služboval na Breznici, v Šentvidu nad Ljubljano in nazadnje v Preski, kjer je imel tudi trgovino in pekarno.

### Skladateljsko delo
Skladal je cerkvene in posvetne pesmi. V Cerkvenem glasbeniku je bila leta 1907 objavljena pesem Naši Materi. Kasneje je bila objavljena še v zbirki 40 Marijinih pesmi, ki jih je zbral Stanko Premrl. Od njegovih svetnih pesmi sta poznani harmonizacija Kitice narodnih pesmi za mešani zbor in deset moških zborov z naslovom Fantje pojo. Nekaj njegovih pesmi je ostalo še v rokopisu oziroma so bile hektografirane in so se pele le pri posameznih društvenih prireditvah.
Glasbene prispevke je pisal še v Bogoljuba, Slovenca in Cerkvenega glasbenika.